# Pierre-Jean Garat
Dominique Pierre-Jean Garat (ur. 25 kwietnia 1762 w Ustaritz, zm. 1 marca 1823 w Paryżu) – francuski śpiewak, tenor i baryton.

## Życiorys
Uczył się w Bordeaux u Franza Ignaza Becka. W 1782 roku wyjechał do Paryża, gdzie początkowo podjął studia prawnicze. Dzięki protekcji księcia d’Artois trafił na dwór królewski. Wspierany przez Marię Antoninę występował w Wersalu, śpiewał też w salonach arystokratycznych. Koncertował wspólnie z Pierre’em Rodem. Po wybuchu rewolucji francuskiej wyjechał do Rouen, gdzie w 1792 roku został aresztowany i osadzony w więzieniu na 9 miesięcy. Po wyjściu na wolność wyjechał do Hamburga. Koncertował w Holandii, Belgii, Włoszech, Hiszpanii i Rosji. W 1794 roku wrócił do Francji, gdzie występował w ramach Concerts Feydeau w Paryżu. Od 1796 roku uczył śpiewu w Konserwatorium Paryskim. Jego uczniami byli m.in. Louis Nourrit, Nicolas Levasseur i Antoine Ponchard.
Dysponował głosem o rozpiętości 3 oktaw, dzięki czemu mógł występować zarówno jako baryton, jak i tenor.